# 休蒙條約
《儲蒙條約》（英語：Treaty of Chaumont）又作《休蒙條約》或《肖蒙條約》是一項關於拿破崙戰敗後的對歐洲前途所作出的其中一份安置協定，於1814年3月1日簽訂

## 背景
1813年萊比錫戰役後，拿破崙仍不願意投降，故英國、俄羅斯、奧地利和普魯士於1814年3月1日（一說3月9日）簽署同盟條約，其內容作為對拿破崙及法國的處置。

## 建議
英國外交代表卡蘇里提出
1. 四強各提供十五萬軍隊以組成軍事聯盟
2. 由英國出資五百萬英鎊為軍費以消除拿破崙的威脅

## 內容
1. 在推翻拿破崙後，繼續反法同盟二十年以維持歐洲和平
2. 四強各出兵六萬人組成聯軍以互相支援，以防範法國的可能侵略

不單獨媾和，共同維持國際秩序；此條約表現出列強對保持均勢的強烈決心